# Marie Weibull Kornias
Agnete Marie Weibull Kornias, född 16 oktober 1954 i Landskrona, är en svensk politiker (moderat). Hon var ordinarie riksdagsledamot 2006–2010, invald för Skåne läns västra valkrets.

## Biografi
Weibull Kornias är utbildad marknadsekonom från IHM och arbetade innan riksdagsuppdraget som informationsadministratör.

### Riksdagsledamot
Weibull Kornias var riksdagsledamot 2006–2010. I riksdagen var hon ledamot i näringsutskottet 2006–2010. Hon var även suppleant i EU-nämnden, finansutskottet och näringsutskottet.
I samband med Moderaternas interna provval inför valet 2010 hamnade tre av partiets fyra dåvarande riksdagsledamöter från nordvästra Skåne utanför valbar plats på partiets riksdagslista. Weibull Kornias var en av dem och hamnade på sjunde plats på valsedeln, varför hon satsade på en personvalskampanj för att bli återvald till riksdagen i valet 2010. Hon lyckades dock ej.